# جان دیویس راکفلر
جان دیویسون راکفلر (به انگلیسی: John D. Rockefeller)(۸ ژوئیه ۱۸۳۹–۲۳ مه ۱۹۳۷، ۱۳۱۶–۱۲۱۸ خورشیدی)، سرمایه‌دار اهل آمریکا بود. او ثروتمندترین آمریکایی تاریخ و ثروتمندترین فرد تاریخ معاصر جهان شناخته می‌شود.
راکفلر که در نیویورک متولد گشت، در زمان خود در آمریکا به خاطر ثروت زیاد و وقف به عموم شهرت پیدا کرد. او بنیان‌گذار شرکت استاندارد اویل بود. دارایی او در سال ۱۹۱۳ در حدود ۹۰۰ میلیون دلار که معادل ۴۱۸ میلیارد دلار و معادل ۲ درصد کل اقتصاد آمریکا در سال ۲۰۱۹ (تخمین زده شده توسط نشریهٔ فوربز) برآورد می‌شود. همچنین وی در ۲۹ سپتامبر ۱۹۱۶ با دستیابی به ثروت یک میلیارد دلار آمریکا، به عنوان نخستین میلیاردر آمریکایی شناخته می‌شود.
او کارش را از سن ۱۶ سالگی آغاز کرد و پس از سه سال نخستین شرکتش را تأسیس نمود. در سال ۱۸۶۲، او به صنعت نفت گرایش پیدا کرد. پس از در اختیار گرفتن جدی‌ترین رقیب محلی، راکفلر اقدام به ایجاد یک شرکت ملی با یک شبکه ملی توزیع نمود. او موفقیت خود را مرهون شرکت استاندارد اویل است که تا سال ۱۸۷۹، کنترل ۹۰ درصد پالایش نفت در ایالات متحده آمریکا را در دست داشت. راکفلر در سال ۱۸۹۷ از مدیریت شرکتش کنار کشید البته تا سال ۱۹۱۱، رئیس هیئت مدیره آن باقی ماند. در این سال، سرانجام دولت آمریکا حکم به انحلال استاندارد اویل داد. ۴۰ سال پایانی عمر راکفلر صرف مدیریت امور خیریه شد.

## زندگی
جان راکفلر در سالِ ۱۸۳۹ در نیویورک متولد شد. او بزرگ‌ترین پسر و دومین فرزند خانواده‌ای شش فرزندی بود. والدین او کشاورز بودند و از جان و خواهرها و برادرهایش نیز انتظار می‌رفت تا به آنان کمک کنند. در ۱۴ سالگی، خانواده جان به اوهایو نقل مکان کردند. در سال ۱۸۵۵ و در حالی که او تنها ۱۶ سال سن داشت، پیشنهاد کار به عنوان پادو و کمک دفتردار را در شرکت هویت و تاتل دریافت کرد. او حقوق ثابتی نداشت و تنها به صورت پورسانت پول می‌گرفت. این امر باعث شد که او در عرض ۱۴ هفته هیچ پولی درنیاورد. اما پس از آن او ۵۰ دلار کسب کرد و حقوق ۲۵ دلار در ماه برای او تعیین شد. راکفلر سه سال در این شرکت ماند تا این‌که با درخواست او برای دریافت سالانه ۸۰۰ دلار مخالفت شد. راکفلر که در این سه سال به خوبی با نحوه اداره و انجام کسب‌وکار آشنا شده بود، تصمیم گرفت از این شرکت جدا شود و کسب‌وکاری را برای خودش به راه اندازد.
او به همراه شریکش یعنی موریس کلارک با گرفتن وام هزار دلاری از والدینش با نرخ سود ۱۰درصد، یک کسب‌وکار تولیدی را راه‌اندازی نمود. او به تمام کشاورزان محلی سرمی‌زد و با آنها گپ می‌زد. در آن زمان نفت تازه شروع به تأثیرگذاری در اوهایو کرده بود و چندین پالایشگاه نیز افتتاح شده بودند.
راکفلر که احساس خاصی نسبت به توان بالقوه این سوخت جدید داشت، زمان را از دست نداد و در سال ۱۸۶۲ اقدام به تأسیس شرکت راکفلر، اندروز و کلارک که در زمینه پالایشگاه‌های نفت فعال بود، نمود. بعدها او سهم خود را به کلارک فروخت و سپس کل سهم کلارک را به نفع اندروز خرید و در نتیجه شرکت راکفلر و اندروز تأسیس شد.
تا سال ۱۸۶۹، شرکت راکفلر که حالا شرکت راکفلر، اندروز و فلاگلر نامیده می‌شد، اقدام به خرید چندین شرکت کوچک کرد. اما به یکباره صنعت نفت وارد دوران سخت خود شد. بهای نفت چنان کاهش یافت که بسیاری از شرکت‌ها ورشکست شدند.

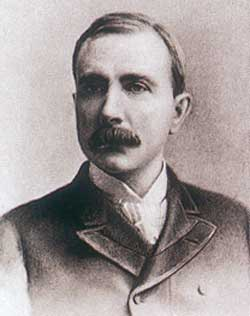
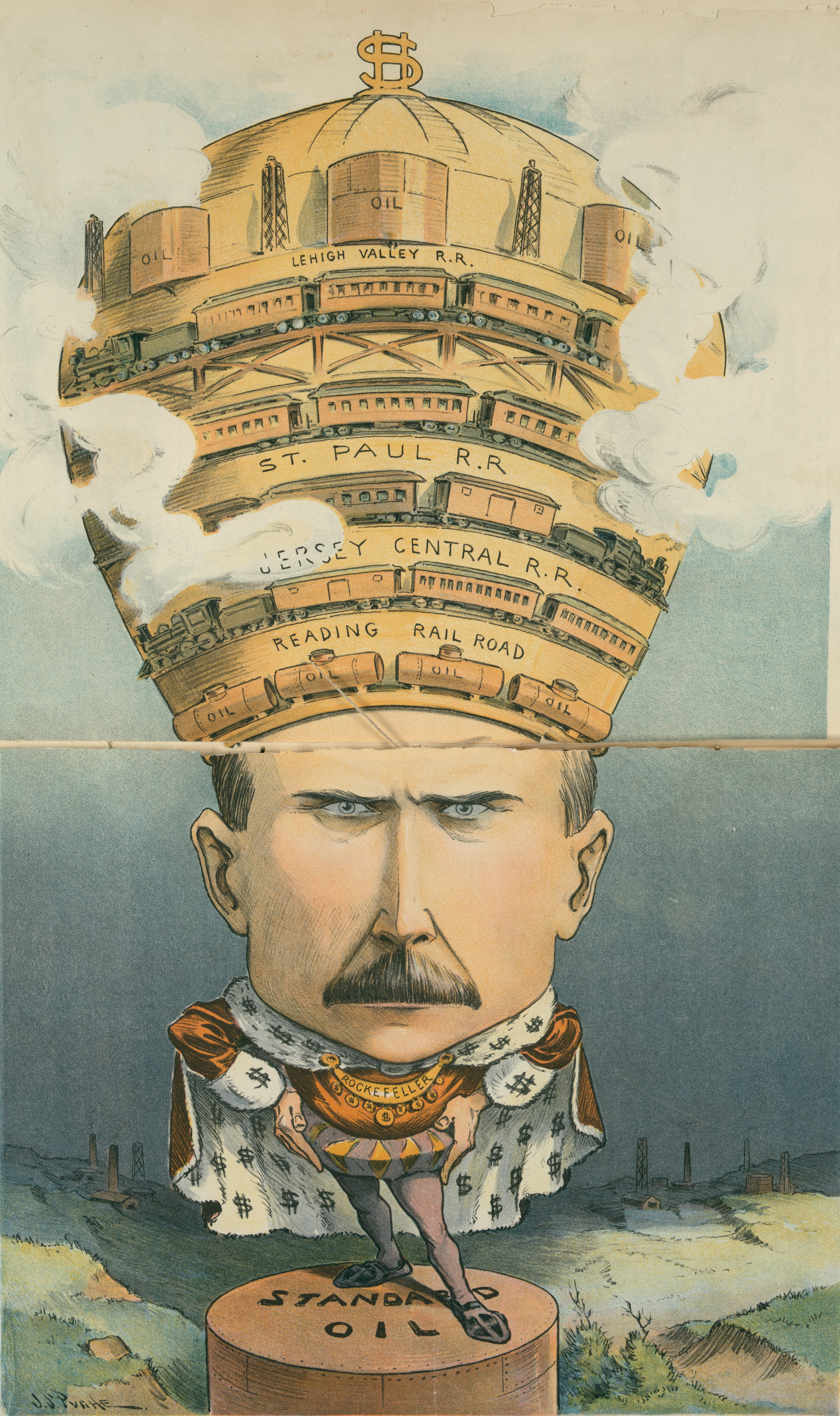
یک نقاشی از راکفلر که وی را به عنوان امپراتور صنایع نشان می‌دهد.
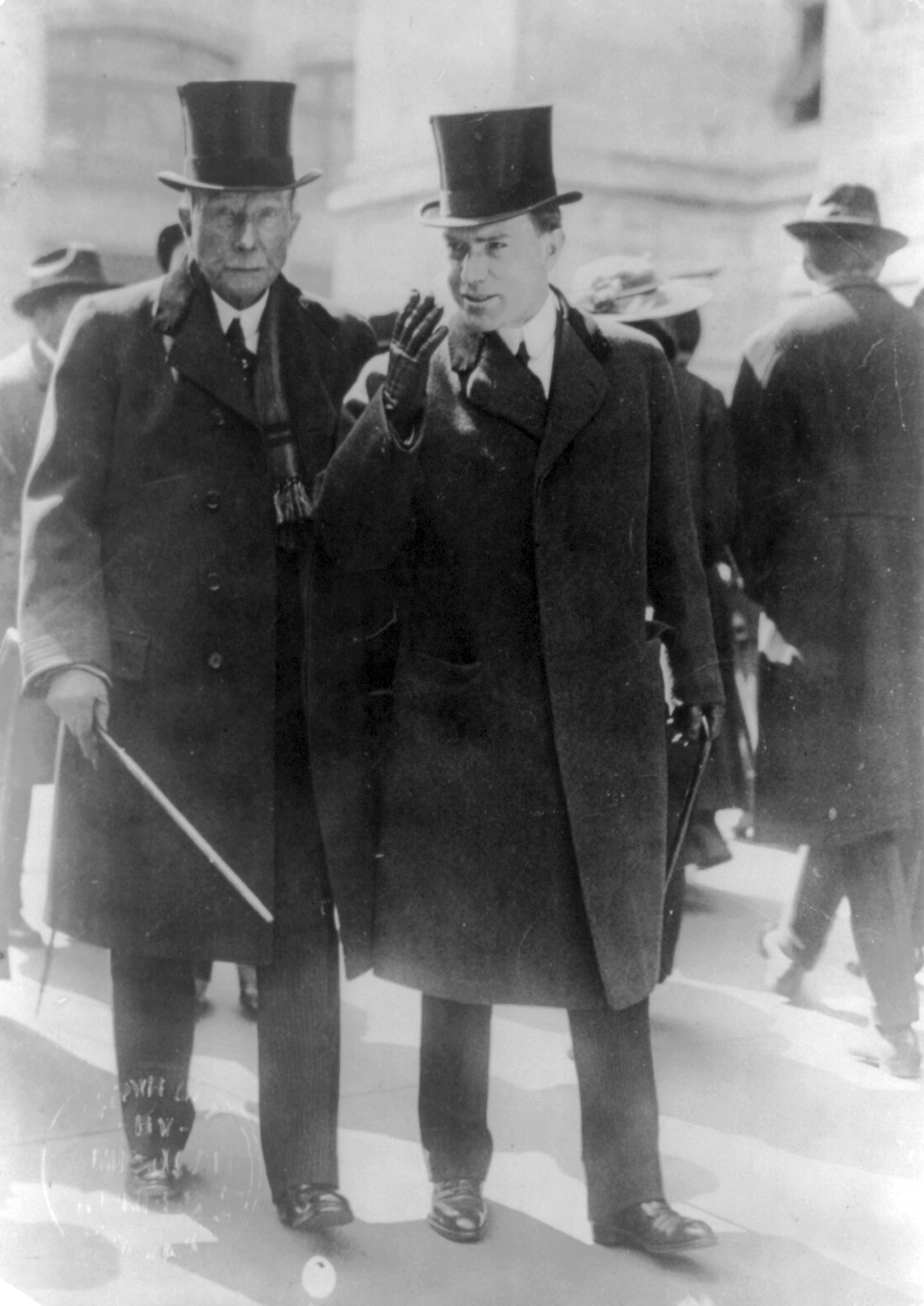
راکفلر و پسرش جان، در سال ۱۹۱۵ میلادی

در سال ۱۸۶۹، راکفلر تصمیم گرفت با سرمایه ۱ میلیون دلار، شرکت خود را با شرکت استاندارد اویل اوهایو ادغام کند. این در حالی بود که خودش ریاست شرکت جدید را به عهده گرفت. این ادغام آنقدر موفق بود که به یک شاخص و استراتژی تلفیق در جی. پی. مورگان و نمادی در صنعت فولاد و فلزات تبدیل شد.
به اعتقاد راکفلر، بهترین روش برای تضمین بقا، توزیع چنین ریسکی در یک صنعت بی‌ثبات و پرخطر است. بهترین راه برای تحقق این هدف، خرید شرکت‌های رقیب در داخل یا خارج از آمریکا بود. تا سال ۱۸۷۲، استاندارد اویل موفق شد تمامی شرکت‌های پالایش در اوهایو را بخرد. در سال ۱۸۸۲ و پس از دهه‌های پررونق، تمامی کسب‌وکارهای متعلق به استاندارد اویل تحت کنترل استاندارد اویل تراست قرارگرفتند.
برتری استاندارد اویل تراست خیلی زود منجر به بروز انتقادات شد. در سال ۱۸۹۲، دادستان کل اوهایو در دادرسی خود پیرامون انحلال استاندارد اویل تراست پیروز شد. در طول برگزاری دادگاه که از سال ۱۸۹۰ آغاز شده بود، راکفلر فشار و استرس شدیدی را تجربه کرد. تمام موها و حتی ابروان راکفلر ریخت و او دچار لرزش‌های عصبی شد. اثرات رأی دادگاه بر استاندارد اویل نیز کمتر از این نبود. با این وجود شرکت خیلی سریع دست به تجدید ساختار زد و این بار به نام شرکت استاندارد اویل نیوجرسی فعالیت‌هایش را از سرگرفت. این شرکت موفق شد کنترل سه چهارم صنعت نفت ایالات متحده را به دست گیرد.
راکفلر تا سال ۱۹۱۱ در سمت ریاست این شرکت باقی ماند. سال ۱۹۱۱ همان سالی بود که دیوان عالی ایالات متحده آمریکا دستور به انحلال این شرکت داد و اعلام کرد که شرکت استاندارد اویل قوانین ضد انحصار را نقض کرده‌است. بدین ترتیب، ۸۳ شرکت که تشکیل‌دهنده این غول نفتی بودند، به شرکت‌های کوچک‌تر تقسیم شدند. در این دوران راکفلر شاهد شدیدترین انتقادها بود. حتی گفته می‌شود طی این دوران غذای او به کمی شیر و نان تبدیل شده بود. عده‌ای معتقد بودند که او صبح زود تا اواخر شب کار می‌کند. این موضوعی بود که راکفلر همواره آن را تکذیب می‌کرد و اعتقاد داشت که کار همه زندگی‌اش نیست.
راکفلر چهل سال پایانی عمرش را در بازنشستگی گذراند. سال‌های آخر عمر راکفلر توأم با فعالیت‌های نوع دوستانه بودند. او ۳۵ میلیون دلار در اختیار دانشگاه شیکاگو قرار داد تا انستیتو تحقیقات پزشکی راکفلر، بنیاد راکفلر و کمیسیون بهداشت راکفلر تأسیس شوند که کرم قلابدار (نوعی انگل روده) و تب زرد را در مناطق جنوبی آمریکا ریشه‌کن کرد.
در آمریکا، بسیاری نقاط، به خاطر همین وقف‌هایی که انجام داده به نام او است، همانند دانشگاه راکفلر و راکفلر سنتر.